# نادي فيتزروي لكرة القدم
نادي فيتزروي لكرة القدم (بالإنجليزية: Fitzroy Football Club)‏ هو نادي كرة القدم الأسترالية أسترالي تأسس في 1883، ويلعب في دوري كرة القدم الأسترالية.

## وصلات خارجية
- الموقع الرسمي